# Хуыцауы дзуар
Хуыца́уы дзуа́р (осет. Хуыцауы дзуар — буквально «Божий святой») — в осетинской мифологии божество-покровитель браков и женской плодовитости. Хуыцауы дзуар почитался жителями горной Осетии. Святилища, посвящённые Хуыцауы дзуар, находились почти в каждом осетинском селении.

## Мифология
Считалось, что Хуыцауы дзуар покровительствовал тем семьям, которые воздавали ему честь в его праздник, который отмечался ежегодно в конце октября. В этот день те семьи, у которых родился ребёнок или была выдана замуж дочь приносили в жертву ягнёнка или барана в посвящённом Хуыцауы дзуару святилище. К Хуыцауы дзуару возносились просьбы послать женщине хорошее здоровье, чтобы она могла приумножить мужское потомство рода. Праздник Хуыцауы дзуара считался внутриобщинным, поэтому на него не допускались посторонние люди.

## В настоящее время
Во Владикавказе в Осетинской слободке находилось святилище Хуыцауы дзуар, построенное в конце XIX века осетинским народным героем Пипо Гурциевым. К 1990-м годам это святилище обветшало и жители Осетинской слободки построили новое святилище Хуыцауы дзуар, возле которого ежегодно в последнее воскресенье августа отмечается праздник покровителя Осетинской слободки.

## Источник
- А. Б. Дзадзиев и др. Этнография и мифология осетин, Владикавказ, 1994 г., стр. 185—186, ISBN 5-7534-0537-1